# Gouvernement Margarian II
Arménie
Margarian I S. Sarkissian I
Le gouvernement Margarian II est le gouvernement de l'Arménie du 25 mai 2003 au 12 avril 2007.

## Majorité et historique
Il s'agit du second gouvernement formé par Andranik Margarian. Il est formé à la suite des élections législatives arméniennes de 2003.
Il est soutenu par le Parti républicain d'Arménie, État de droit et la Fédération révolutionnaire arménienne.
Margarian meurt le 25 mars 2007.

## Composition

### Initiale
- Les nouveaux ministres sont indiqués en gras, ceux ayant changé d'attributions en italique.

| Poste                                                | Titulaire | Titulaire                                 | Parti |
| ---------------------------------------------------- | --------- | ----------------------------------------- | ----- |
| Premier ministre                                     |           | Andranik Margarian                        | HHK   |
| Ministre de l'Administration territoriale            |           | Hovik Abrahamian                          | HHK   |
| Ministre de l'Agriculture                            |           | Davit Lokian                              | FRA   |
| Ministre des Affaires étrangères                     |           | Vardan Oskanian                           | HHK   |
| Ministre de la Culture, de la Jeunesse et des Sports |           | Gevorg Gevorgian (à partir du 07/02/2006) | Sans  |
| Ministre du Commerce et du Développement économique  |           | Karen Chechmaritian                       | HHK   |
| Ministre de la Défense                               |           | Serge Sarkissian                          | Sans  |
| Ministre du Développement urbain                     |           | Aram Haroutiounian                        | HHK   |
| Ministre de l'Éducation et des Sciences              |           | Sergo Yeritzian                           | OEK   |
| Ministre des Finances et de l'Économie               |           | Vardan Khachatrian                        | Z     |
| Ministre de l'Énergie                                |           | Armen Movsissian                          | HHK   |
| Ministre de la Justice                               |           | Davit Haroutounian                        | HHK   |
| Ministre de la Protection de la nature               |           | Vardan Ayvazian                           | HHK   |
| Ministre de la Santé                                 |           | Norayr Davitian                           | Sans  |
| Ministre de la Sécurité nationale                    |           | Karlos Petrosian (jusqu'au 08/11/2004)    | Sans  |
| Ministre des Transports et des Communications        |           | Andranik Manoukian                        | H     |
| Ministre du Travail et des Affaires sociales         |           | Aghvan Vardanyan                          | FRA   |

### Remaniement du 25 mai 2006
- Les nouveaux ministres sont indiqués en gras, ceux ayant changé d'attributions en italique.

| Poste                                                | Titulaire | Titulaire           | Parti    |
| ---------------------------------------------------- | --------- | ------------------- | -------- |
| Premier ministre                                     |           | Andranik Margarian  | HHK      |
| Ministre de l'Administration territoriale            |           | Hovik Abrahamian    | HHK      |
| Ministre de l'Agriculture                            |           | Davit Lokian        | FRA      |
| Ministre des Affaires étrangères                     |           | Vardan Oskanian     | HHK      |
| Ministre de la Culture, de la Jeunesse et des Sports |           | Hasmik Boghossian   | Sans     |
| Ministre du Commerce et du Développement économique  |           | Karen Chechmaritian | HHK      |
| Ministre de la Défense                               |           | Serge Sarkissian    | Sans/HHK |
| Ministre du Développement urbain                     |           | Aram Haroutiounian  | HHK      |
| Ministre de l'Éducation et des Sciences              |           | Levon Mkrtchian     | FRA      |
| Ministre des Finances et de l'Économie               |           | Vardan Khachatrian  | Z        |
| Ministre de l'Énergie                                |           | Armen Movsissian    | HHK      |
| Ministre de la Justice                               |           | Davit Haroutounian  | HHK      |
| Ministre de la Protection de la nature               |           | Vardan Ayvazian     | HHK      |
| Ministre de la Santé                                 |           | Norayr Davitian     | Sans     |
| Ministre des Transports et des Communications        |           | Andranik Manoukian  | H        |
| Ministre du Travail et des Affaires sociales         |           | Aghvan Vardanyan    | FRA      |